# Steve La Porte
Steve La Porte é um maquiador estadunidense. Venceu o Oscar de melhor maquiagem e penteados na edição de 1989 por Beetlejuice, ao lado de Ve Neill e Robert Short.